# Trimethylfosfit
Trimethylfosfit je organická sloučenina se vzorcem (CH3O)3P. Používá se jako ligand v koordinační chemii a jako reaktant v organické syntéze. Molekula má pyramidální tvar s centrem tvořeným trojmocným fosforem.

## Příprava a reakce
Trimethylfosfit se připravuje z chloridu fosforitého:
PCl3 + 3 CH3OH → P(OCH3)3 + 3 HCl
Lze jej oxidovat na trimethylfosfát.
Reaguje s katalytickými množstvími jodmethanu v Michaelisově–Arbuzovově reakci za tvorby dimethylmethylfosfonátu:
P(OCH3)3 → CH3P(O)(OCH3)2
Jako ligand má menší Tolmanův úhel a je lepším akceptorem než trimethylfosfin. Příkladem trimethylfosfitového komplexu je Ni(P(O[CH3])3)4 (s teplotou tání 108 °C). Z trimethylfosfitu se připravuje tridentátní ligand nazývaný Kläuiův ligand. Tvorba tohoto ligandu dokládá schopnost trimethylfosfitu účastnit se Michaelisových–Arbuzovových reakcí.
Trimethylfosfit lze také použít jako desulfurizační činidlo, například na přípravu derivátů tetrathiafulvalenu.